# Labinsk
Labinsk (Russisch: Лабинск) is een Russische stad in kraj Krasnodar gelegen aan de rivier de Bolsjaja Laba.

## Geschiedenis
De stanitsa Labinskaja werd gesticht in 1841, en ontleent zijn naam aan de rivier Bolsjaja Laba. Zijn geschiedenis is nauw verbonden met de Kaukasusoorlog en de opbouw van een strategische verdedigingslinie langs de rivier.
Oorspronkelijk was het een van de bolwerken aan de zuidgrens van het Russische Rijk bij de Kaukasus, verdedigd door Donkozakken, die de eerste bewoners van Labinskaja werden. Later trokken veel boeren uit het Russische binnenland, van Russische en Oekraïense origine, naar de stad. Met een bevolking van meer dan 30.000 en dankzij de gunstige ligging in de vallei, werd het een handelscentrum voor de regio.
In 1913 kwam er een spoorwegstation, waardoor de stad aangesloten werd op het Russische netwerk.
In augustus 1942 werd Labinskaja door het Duitse leger bezet. Op 25 januari 1943 werd het heroverd.
Na de oorlog werd er heropgebouwd en in 1947 kreeg de plaats de status van stad, met een naamswijziging naar Labinsk.

## Economie
- landbouw: verbouwing van graan, aardappelen, meloenen; varkens- en melkveeteelt
- voedingsindustrie: suikerraffinaderij, kaas- en vleeswarenfabrieken, etc
- confectie en schoenenfabriek
- verf- en vernisfabriek

Op het grondgebied van Labinsk bevindt zich het Laba-kuuroord.
Bestuurlijk centrum: Krasnodar

Steden: Abinsk · Anapa · Apsjeronsk · Armavir · Beloretsjensk · Chadyzjensk · Gelendzjik · Goelkevitsji · Gorjatsji Kljoetsj · Jejsk · Koerganinsk · Korenovsk · Kropotkin · Krymsk · Labinsk · Novokoebansk · Novorossiejsk · Oest-Labinsk · Primorsko-Achtarsk · Slavjansk aan de Koeban · Sotsji · Temrjoek · Tichoretsk · Timasjovsk · Toeapse

Districten: Abinski · Anapski · Apsjeronski · Beloglinski · Beloretsjenski · Brjoekchovetski · Dinskoj · Goelkevitsjski · Jejski · Kalininski · Kanevskoj · Kavkazski · Koerganinski · Koesjtsjovski · Korenovski · Krasnoarmejski · Krylovski · Krymski · Labinski · Leningradski · Mostovski · Novokoebanski · Novopokrovski · Oespenski · Oest-Labinski · Otradnenski · Pavlovski · Primorsko-Achtarski · Severski · Sjtsjerbinovski · Slavjanski · Starominski · Tbilisski · Temrjoekski · Tichoretski · Timasjovski · Toeapsinski · Vyselkovski